# Добринька
Добри́нька — село в Україні, у Синельниківському районі Дніпропетровської області. Входить до складу Брагинівської сільської громади. Населення становить 239 осіб.

## Географія
Село Добринька знаходиться на правому березі річки Самара, вище за течією на відстані 1 км розташоване село Варварівка (Лозівський район), нижче за течією на відстані 5 км розташоване село Хороше, на протилежному березі — село Олександропіль. Селом тече Балка Граківа.

## Історія
За даними 1859 року Добриньке (інша назва Іродове) було панським селом, у якому було 39 подвір'їв й 285 мешканців.
7 (20) листопада 1917 року, відповідно до Третього Універсалу Української Центральної Ради, увійшло до складу Української Народної Республіки.
До 2020 року орган місцевого самоврядування — Осадченська сільська рада.
12 червня 2020 року, відповідно до розпорядження Кабінету Міністрів України № 709-р від «Про визначення адміністративних центрів та затвердження територій територіальних громад Дніпропетровської області», увійшло до складу Брагинівської сільської громади.
19 липня 2020 року, в результаті адміністративно-територіальної реформи та ліквідації  Петропавлівського району, село увійшло до складу новоутвореного Синельниківського району.

## Населення

### Мова
Розподіл населення за рідною мовою за даними перепису 2001 року:
| Мова            | Відсоток |
| --------------- | -------- |
| українська      | 98,3 %   |
| російська       | 1,3 %    |
| інші/не вказали | 0,4 %    |